# Jardin Anglais
O Jardin Anglais (jardim inglês) de Genebra, Suíça, como o nome indica, é um jardim inglês. Fica do lado nascente da Ponte do Monte Branco. Criado em 1854, é um dos parques da cidade mais frequentados pelos turistas, devido á sua posição central na cidade e junto á ligação obrigatória entre as duas partes da cidade pela ponte do Monte Branco.
No jardim encontra-se o monumento nacional, a fonte das quatro estações de 1862, uma obra do escultor parisiense Alexis André, um kiosque à musique (coreto) do fim do século XIX e o busto do pintor François Diday por fr:Frédéric Dufaux.

## Monumento nacional
O Monumento nacional que mostra a  República de Genebra e a  Helvécia enlaçadas, simboliza a entrada da República de Genebra na Confederação Suíça a 12 de Setembro de 1814.

## Relógio florido
Símbolo da indústria relojoeira genebrina mundialmente reconhecida, este relógio florido existe desde 1955.
Antigamente simples decoração floral, adquiriu dimensão artística desde que os serviços municipais fizeram dele o símbolo da decoração floral de Genebra, e onde tradicionalmente a sua decoração muda segundo as estações do ano. A título de curiosidade, a agulha dos segundos mede 2,5 m.

## Pedra de Niton
A poucos metros do margem do jardim encontram dois rochedos do período glaciar, Neiton et Neptune. 
Se na antiguidade foram o centro de celebrações rituais, a maior delas, a pedra de Niton, foi escolhida pelo general e engenheiro genebrino Guillaume-Henri Dufour como marco de base - 373,6 m acima do nível do mar - para a elaboração da sua famosa carta cartográfica da Suíça á escala 1:100 000.

## Jacto
Na Rade de Genebra, e a escassos minutos do jardim, encontra-se o ex-libris de Genebra, o Jacto de Genebra.

## Galeria

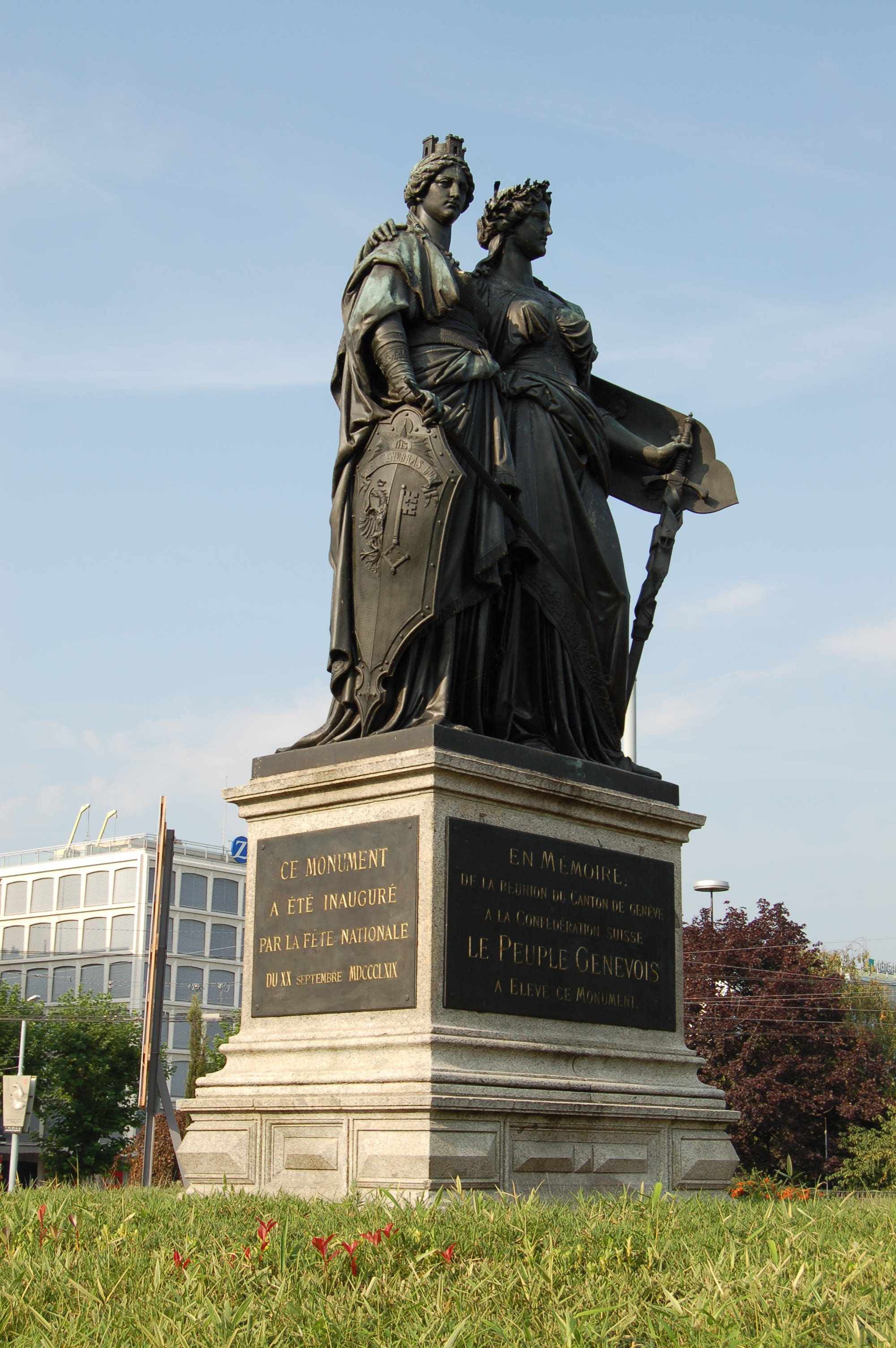
Monumento national
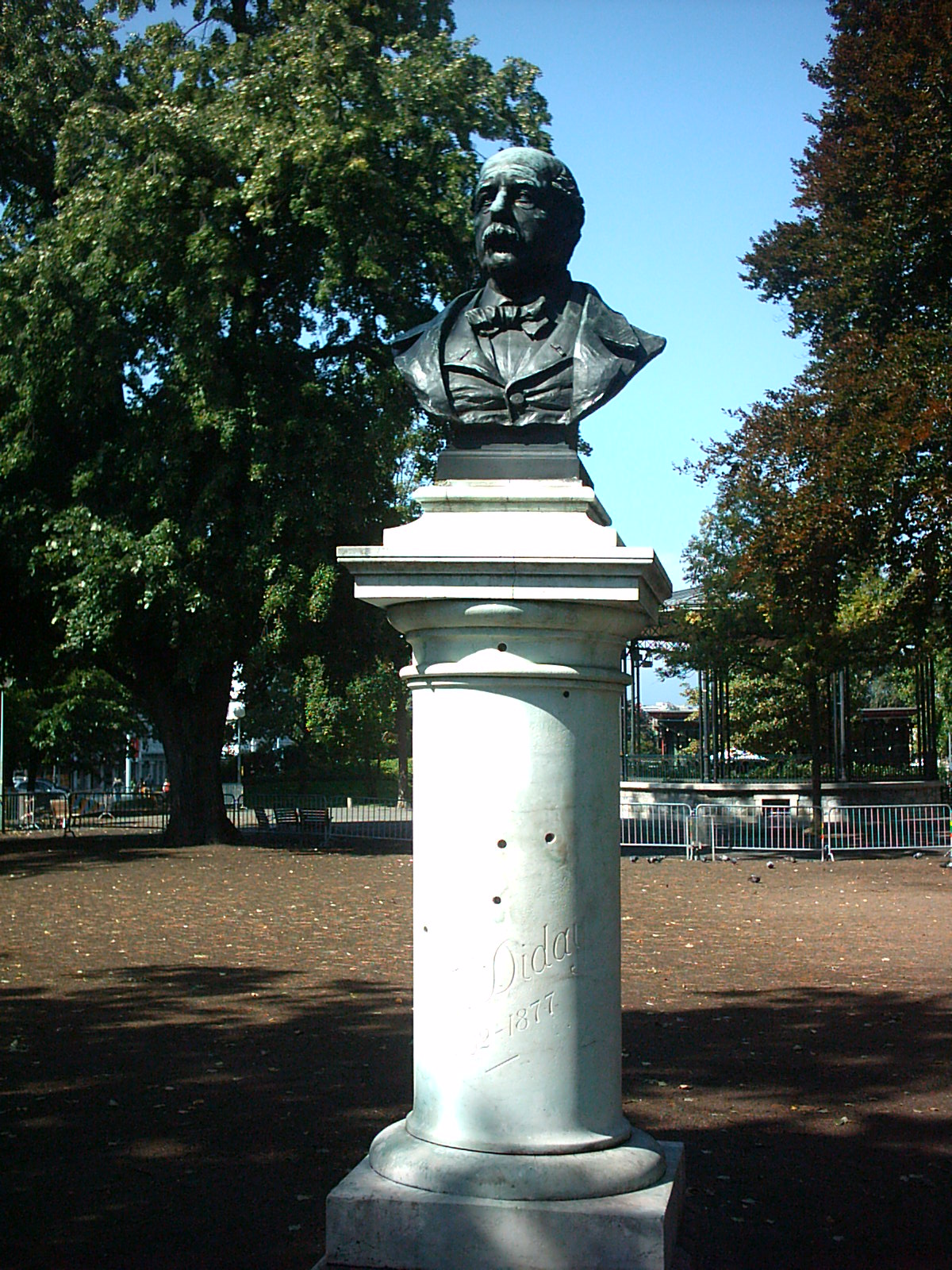
Busto de François Diday
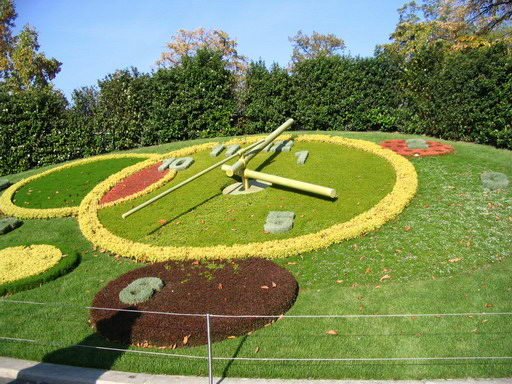
O relógio florido